# Svegliare i leoni
Svegliare i leoni (in ebraico להעיר עריות‎?) è un romanzo del 2014 della scrittrice israeliana Ayelet Gundar-Goshen, tradotto in 17 paesi.
Narra l'incontro di un promettente medico israeliano e di una donna eritrea entrata clandestinamente nel paese, dal quale scaturirà una complessa attrazione senza futuro. 

## Trama
Eitan Green, neurochirurgo di successo, si trova costretto a trasferirsi dalla città a Beer Sheva insieme alla moglie poliziotta e ai due figli.
Un'esistenza tranquilla la sua, un mondo che gira nel verso giusto, fintanto che una sera, di ritorno da un turno in ospedale, decide di percorrere con la sua jeep le strade del deserto, andando incontro al suo destino: investe un uomo, un eritreo che cammina nel buio, e decide di scappare.
La mattina seguente è tormentato dalle immagini di quell'uomo senza nome, nel difficile tentativo di dimenticare, interrotto dal suono del citofono; è Sirkit, una donna nera, dalla pelle vellutata e gli occhi scuri, è una donna eritrea che sa cosa ha fatto; così l'uomo acquista un'identità, ha un nome: Assuam.
Da questo momento inizia un ricatto morale, che porta il protagonista a tessere una tela di bugie, le quali lo allontaneranno sempre di più dalla sua famiglia, in particolare da sua moglie Liat, che, nonostante le indicazioni del suo capo, insiste sull'indagare sulla morte di un uomo avvenuta nel deserto, nel tentativo di individuare chi lo ha investito per poi fuggire, abbandonandolo morente sul ciglio della strada. Eitan è sempre più assente e sempre più stanco, crescono i sospetti, crescono i sensi di colpa, al punto che Liat non è più in grado di riconoscere suo marito.
Quando ormai la vita dell'uomo sembra perduta, tutto cambia di nuovo, e Sirkit fa sì che il mondo di Eitan ritorni a girare nel verso giusto.

## Riconoscimenti
Vincitore del premio Jewish Quarterly-Wingate nel 2017.

## Adattamenti cinematografici
Dal romanzo verrà tratta una serie televisiva prodotta da NBC.

## Edizioni
- Le-haʻir arayot, Or Yehudah: Kinneret Zmora-Bitan Dvir, 2014. ISBN 9789655527636